# Добра (Поморське воєводство)
Добра (пол. Dobra) — село в Польщі, у гміні Дембниця-Кашубська Слупського повіту Поморського воєводства.
Населення — 130 осіб (2011).
У 1975-1998 роках село належало до Слупського воєводства.

## Демографія
Демографічна структура станом на 31 березня 2011 року:
|          | Загалом | Допрацездатний вік | Працездатний вік | Постпрацездатний вік |
| -------- | ------- | ------------------ | ---------------- | -------------------- |
| Чоловіки | 68      | 14                 | 51               | 3                    |
| Жінки    | 62      | 10                 | 41               | 11                   |
| Разом    | 130     | 24                 | 92               | 14                   |